# Brandon Beemer

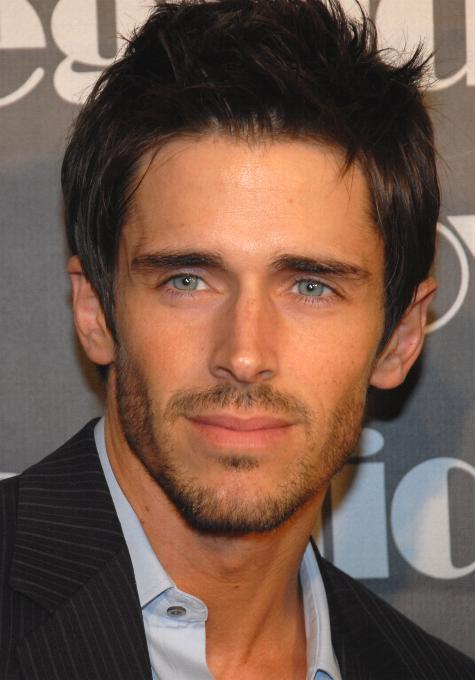
Brandon Beemer.

Brandon Beemer (Eugene, Oregon, 27 de Fevereiro de 1980) é um ator estadunidense, mais conhecido por interpretar Shawn Brady em Days of Our Lives, uma telenovela da NBC.
Depois de terminar o colegial em sua cidade natal, Brandon trabalhou como motorista na fábrica local da Coca-Cola, e posteriormente, foi tentar a carreira de modelo em uma cidade grande, Los Angeles, onde as aulas de intepretação e alguma sorte, o levaram a séries de televisão e filmes B.

## Filmografia

### Televisão
- 2008 The Bold and the Beautiful como Owen Knight[1]
- 2008 Days of Our Lives como Shawn-Douglas Brady
- 2003 CSI: Crime Scene Investigation como Ross Jenson
- 2001 Undressed como Lucas
- 1999 General Hospital como Seth

### Cinema
- 2013 Bering Sea Beast como Owen Powers
- 2006 Material Girls como Ric Mionn
- 2005 Suits on the Loose como Justin